# Yale Bowl
O Yale Bowl é um estádio localizado em New Haven, Connecticut, Estados Unidos, possui capacidade total para 61.446 pessoas, é a casa do time de futebol americano universitário Yale Bulldogs football da Universidade Yale. O estádio foi inaugurado em 1913, já recebeu jogos do New York Giants em 1973 e 1974.